# مورد (امارات)
مورد یک منطقهٔ مسکونی در امارات متحده عربی است که در امارت رأس‌الخیمه واقع شده‌است. مورد ۴۵۸ متر بالاتر از سطح دریا واقع شده‌است.